# NGC 5302
NGC 5302 (również PGC 49007) – galaktyka spiralna z poprzeczką (SB0-a), znajdująca się w gwiazdozbiorze Centaura. Odkrył ją John Herschel 30 marca 1835 roku.